# Kukawki, Condado de Siedlce
Kukawki [pronunciación en polaco: /kuˈkafki]/] es un pueblo ubicado en el distrito administrativo de Gmina Przesmyki, dentro del Condado de Siedlce, Voivodato de Mazovia, en el este de Polonia central. Se encuentra aproximadamente a 4 kilómetros al suroeste de Przesmyki, a 21 kilómetros al noreste de Siedlce, y a 105 kilómetros al este de Varsovia.